# Epigonus merleni
Epigonus merleni és una espècie de peix pertanyent a la família dels epigònids.

## Descripció
- Pot arribar a fer 14,6 cm de llargària màxima.[5][6]

## Hàbitat
És un peix marí, batidemersal i d'aigües fondes.

## Distribució geogràfica
Es troba al Pacífic sud-oriental: les illes Galápagos.

## Observacions
És inofensiu per als humans.